# Cantharus (bron)

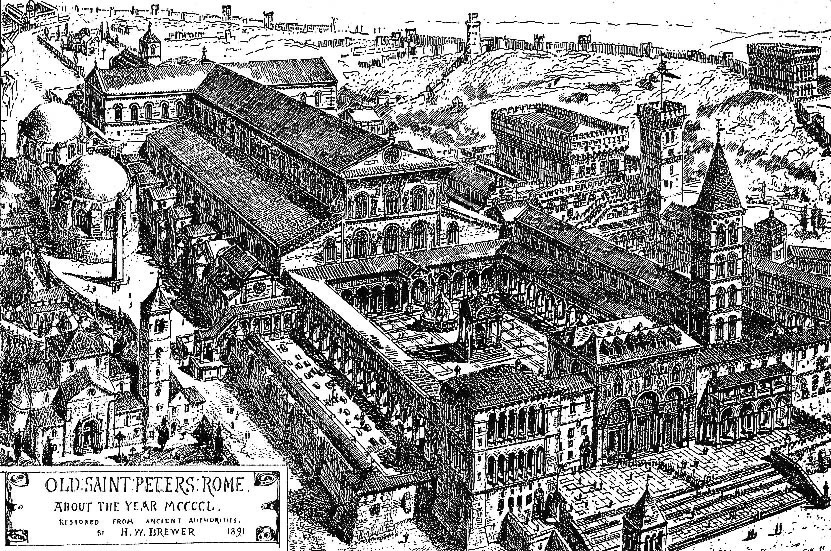
De oude Sint-Pietersbasiliek rond 1450, met peristilium en cantharus. Tekening uit 1894.

Een cantharus of fiale is een fontein die in het atrium van de vroeg-christelijke kerken waren opgesteld voor rituele wassingen en die in het Byzantijnse gebied in gebruik zijn gebleven. In West-Europa is de cantharus vervangen door het wijwatervat.

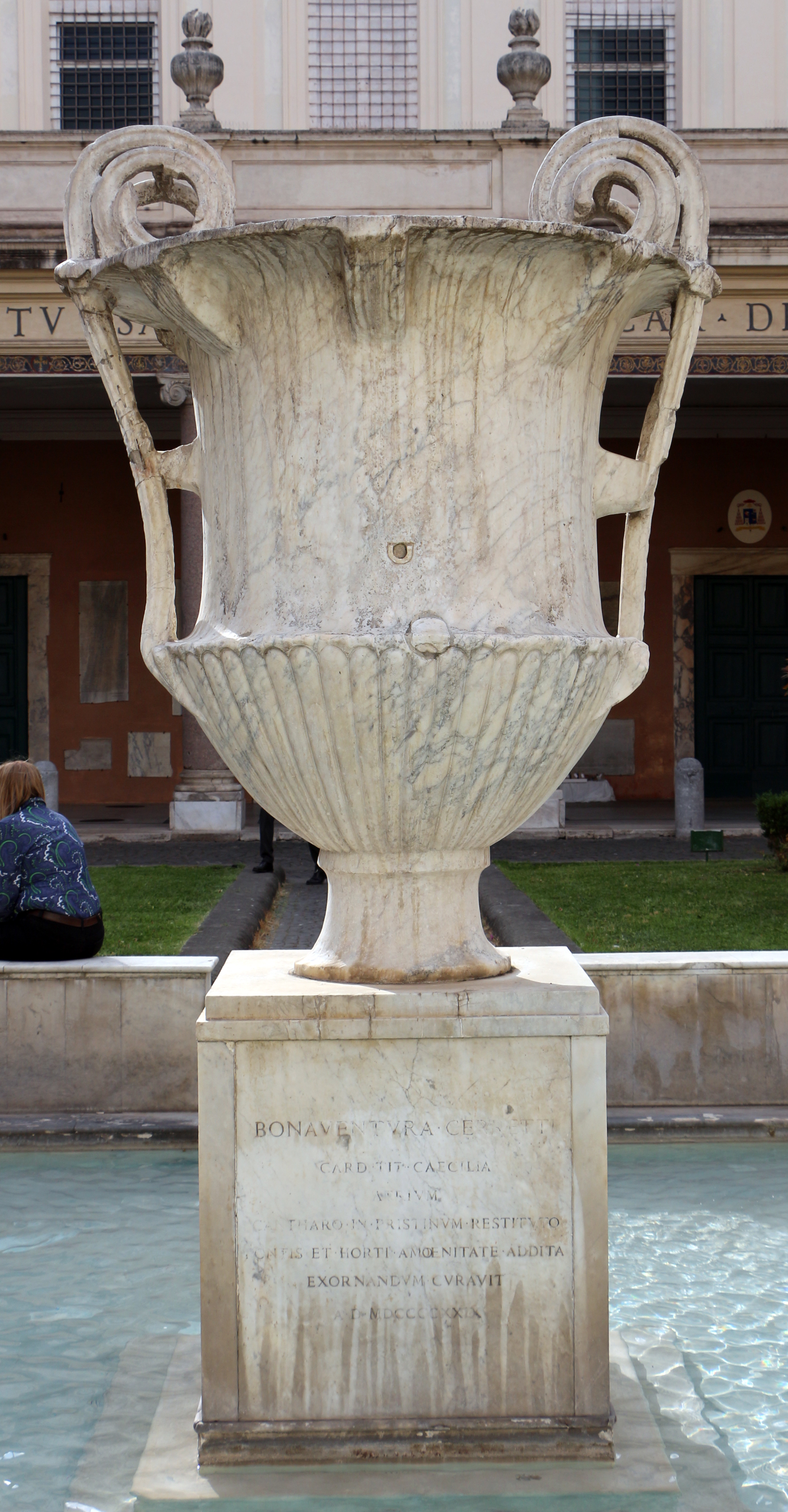
Cantharus voor de basiliek van Santa Cecilia in Trastevere

Aan de basiliek van Santa Cecilia in Trastevere is zo'n cantharus bewaard gebleven.
Ook de bron in het midden van een kloostertuin heet cantharus.